# تنظيم المرور (اتصالات)
في مجال الاتصالات، فإن تنظيم المرور هو عملية مراقبة رزم الشبكة للامتثال لعقد مرور واتخاذ خطوات لفرض هذا العقد. يمكن لمصادر حركة المرور التي تكون على علم بعقد المرور أن تطبق تشكيل حركة المرور لضمان بقاء مخرجاتها ضمن العقد وبالتالي لا تُهمل. يمكن التخلص من حركة المرور التي تتجاوز عقد المرور على الفور، وتمييزها بأنها غير متوافقة، أو تركها كما هي، اعتمادًا على السياسة الإدارية وخصائص حركة المرور الزائدة.

## تأثيرات
سيلاحظ متلقي حركة المرور التي نُظمت، فقدان الرزمة الموزعة طوال الفترات التي تجاوزت فيها حركة المرور الواردة العقد. إذا لم يحدد المصدر معدل الإرسال الخاص به (على سبيل المثال، من خلال آلية التغذية الراجعة)، فسيستمر هذا، وقد يظهر للمستلم كما لو أن أخطاء الارتباط أو بعض الاضطرابات الأخرى تتسبب في فقد الرزمة بشكلٍ عشوائي. ستستجيب عادةً حركة المرور المستلمة، التي شهدت تنظيم التوجيه، للعقد، على الرغم من أن تقلق الإرسال يمكن أن يُدخل في الشبكة الفرعية للمنظم.
ومع البروتوكولات الموثوق بها، مثل بروتوكول التحكم بالنقل على عكس بروتوكول بيانات المستخدم، لن تُسلم الرزم التي أُسقطت من قبل جهاز الاستقبال، وبالتالي سيُعاد إرسالها من قبل الباعث، ما يؤدي إلى توليد المزيد من حركة المرور.

### التأثير على مصادر التحكم في الازدحام
تتكيف المصادر ذات آليات التحكم في الازدحام القائمة على التغذية الراجعة (على سبيل المثال تي سي بّي) عادةً بسرعة مع التنظيم الستاتيكي، وتتقارب بمعدل أدنى بقليل من معدل التنظيم المدعوم.[بحاجة لمصدر]
آليات التنظيم التعاونية، مثل التخلص من الرزم تؤدي إلى تسهيل التقارب بسرعة أكبر، وزيادة الاستقرار، ومشاركة الموارد بشكلٍ أكثر كفاءة. ونتيجةً لذلك، يكون من الصعب على نقاط النهاية التمييز بين حركة مرور تي سي بّي التي نُظمت فقط عن حركة مرور تي سي بّي التي شُكلت.

### التأثير في حالة نمط النقل غير المتزامن إيه تي إم
عندما يُفرض الإسقاط على مستوى الخلية (على عكس ما حُقق من خلال تنظيم الرزم)، يكون التأثير شديدًا بشكلٍ خاص على الرزم الأطول. نظرًا لأن الخلايا عادةً ما تكون أصغر بكثير من الحد الأقصى لحجم الرزمة، يتجاهل المنظمون التقليديون الخلايا التي لا تلتزم حدود الرزم، وبالتالي فإن الكمية الإجمالية لحركة المرور التي يجري إسقاطها ستُوزع عادةً على عدد من الرزم. ستستجيب معظم آليات إعادة تجميع الرزم المعلومة لخلية مفقودة عن طريق إسقاط الرزمة بالكامل، وبالتالي يمكن أن ينتج عدد كبير جدًا من خسائر الرزم عن التجاوز المعتدل لعقد التنظيم.